# ルント・ウム・ケルン
ルント・ウム・ケルン（Rund um Köln）は、ドイツ、ケルンを舞台に行われる、自転車競技ロードレースのワンデーレース。2007年は、UCIヨーロッパツアー1．HCに指定されていたが、2009年は同ツアー1.1に格下げとなった。
1908年に開始され、現存するドイツ国内で行われるロードレースとしては、1907年に開始されたルント・ウム・ディー・ハインライテに次ぐ歴史を有している。例年春シーズンに開催されるが、2008年は雪のため中止となった。

## 歴代優勝者
- 1908  Fritz Tacke
- 1909  Otto Wincziers
- 1910  Jean Rosellen
- 1911  Adolf Huschke
- 1912   Jean Steingass
- 1913  Ernst Franz
- 1914  Ernst Franz
- 1915 - 1919 未開催
- 1920  Adam Sachs
- 1921  Adolf Huschke
- 1922  Paul Koch
- 1923  Fritz Fischer
- 1924  Paul Kohl
- 1925  Paul Kohl
- 1926  Heinrich Suter
- 1927  Gaetano Belloni
- 1928  Alfredo Binda
- 1929 - 1933 未開催
- 1934  Kurt Stöpel
- 1935  Emil Kijewski
- 1936  Erich Bautz
- 1937  Emil Kijewski
- 1938 - 1947 未開催
- 1948  Heiner Schwarzer
- 1949  Heinrich Schultenjohann
- 1950 未開催
- 1951  Heiner Schwarzer
- 1952 - 1954 未開催
- 1955  Hans Preiskeit
- 1956 - 1963 未開催
- 1964  Horst Oldenburg
- 1965  Horst Oldenburg
- 1966  Piet Glemser
- 1967  Noël Foré
- 1968 - 1989 未開催
- 1990  Noël Segers
- 1991  Jerry Cooman
- 1992  Louis de Koning
- 1993  Willem van Eynde
- 1994  ウード・ベルツ
- 1995  エリック・デッケル
- 1996  エリック・ツァベル
- 1997  フランク・ファンデンブルック
- 1998 未開催
- 1999  イェンス・ヘプナー
- 2000  シュテフェン・ヴェーゼマン
- 2001  ジャンマッテオ・ファニーニ
- 2002  ペーター・ヴロリッヒ
- 2003  ヤン・ウルリッヒ
- 2004  エリック・ツァベル
- 2005  ダヴィト・コップ
- 2006  クリスティアン・クネース
- 2007  フアン・ホセ・アエド
- 2008 中止
- 2009  マーティン・ペダーセン
- 2010  フアン・ホセ・アエド
- 2011  マイケル・マシューズ
- 2012  ヤン・バールタ
- 2013  セバスティアン・デルフォス
- 2014  サム・ベネット
- 2015  トム・ボーネン
- 2016  ディラン・フルーネヴェーヘン
- 2017  グレゴール・ミュールベルガー
- 2018  サム・ベネット
- 2019  バティスト・プランカールト（英語版）
- 2020-2021 新型コロナウイルス感染症の世界的流行 (2019年-)により未開催
- 2022  ニルス・ポリッツ
- 2023  ダニー・ファン・ポッペル
- 2024  カスパー・ファン・ウーデン（英語版）
- 2025  マシュー・ブレナン（英語版）